# Liste der Monuments historiques in Servon-Melzicourt
Die Liste der Monuments historiques in Servon-Melzicourt führt die Monuments historiques in der französischen Gemeinde Servon-Melzicourt auf.

## Liste der Objekte
| Bezeichnung                       | Beschreibung                                                                         | Standort                                               | Kennzeichnung | Schutzstatus    | Datum  | Bild |
| --------------------------------- | ------------------------------------------------------------------------------------ | ------------------------------------------------------ | ------------- | --------------- | ------ | ---- |
| Kirchenfenster                    | aus dem 16. Jahrhundert; während des Ersten Weltkriegs zerstört                      | in der Kirche Notre-Dame-de-la-Compassion (Lage)       | PM51001618    | Classé gelöscht | ? 1942 |      |
| Skulptur Madonna mit Kind         | Stein, 16. Jahrhundert; während des Ersten Weltkriegs zerstört                       | außen an der Kirche Notre-Dame-de-la-Compassion (Lage) | PM51001617    | Classé gelöscht | ? 1942 |      |
| Zwei Seitenaltäre                 | jeweils der Retabel; Marmor, 17. Jahrhundert; während des Ersten Weltkriegs zerstört | in der Kirche Notre-Dame-de-la-Compassion (Lage)       | PM51001616    | Classé gelöscht | ? 1942 |      |
| Skulptur Heiliger Rochus          | Holz, 17. Jahrhundert                                                                | in der Kirche St-Eloi (Lage)                           | PM51002192    | Inscrit         | 1974   |      |
| Skulptur Notre-Dame-des-Victoires | Holz, 19. Jahrhundert                                                                | in der Kirche St-Eloi (Lage)                           | PM51002191    | Inscrit         | 1974   |      |